# Alto Paraíso (kommun i Brasilien)
Alto Paraíso är en kommun i Brasilien.   Den ligger i delstaten Rondônia, i den centrala delen av landet, 1 800 km väster om huvudstaden Brasília. Antalet invånare är 17 144.
Omgivningarna runt Alto Paraíso är huvudsakligen savann. Runt Alto Paraíso är det glesbefolkat, med 15 invånare per kvadratkilometer.